# Spyridium eriocephalum
Spyridium eriocephalum är en brakvedsväxtart som beskrevs av Edward Fenzl. Spyridium eriocephalum ingår i släktet Spyridium och familjen brakvedsväxter. Utöver nominatformen finns också underarten S. e. glabrisepalum.